# Sostro
Sostro je predmestno ljubljansko naselje vzhodno od središča na nadmorski višini 282 m in je središče Četrtne skupnosti Sostro Mestne občine Ljubljana. Najlažji dostop je po Litijski cesti, po kateri potekajo tudi mestne avtobusne linije št. 13, 24 in 26, ki povezujejo Sostro z Župančičevo jamo za Bežigradom, Vevčami, Malim Lipoglavom in Tujim Grmom. Mimo Sostra teče potok Gobovšek oz. Dobrunjščica. Ob cesti, ki vodi proti vasem Sadinja vas, Podlipoglav in Mali Lipoglav, stoji mogočna cerkev, in sicer Cerkev svetega Lenarta. V Sostrem so pošta, osnovna šola, trgovina, vrtec, bencinska črpalka, pekarna in gostilna.